# Diskoteka Avaria
Diskoteka Avaria (russe : Дискотека Авария) est un groupe russe de hip-hop, originaire d'Ivanovo. Formé en 1990, il comporte depuis 2012 trois membres : Alexeï Serov, Alexeï Ryjov, et Anna Hohlova.

## Histoire

### Origines et débuts
Le groupe émerge lorsque Nikolaï Timofeev et Alexeï Ryjov, étudiants de l’Université d’État énergétique d'Ivanovo et membres de la même équipe KVN commencent leur carrière de disc jockeys en 1988. Ils développent rapidement des projets musicaux aidés de leur premier directeur artistique Andreï Vaganov. Leur duo appelé d'abord Interview, puis Ognetouchitel [Extincteur] se produit le plus souvent, au numéro 21 de la perspective Lenine à Ivanovo dans une salle de spectacle Avaria qui est à l'origine du nom définitif du groupe dont la formation officielle a lieu le 5 juin 1990. 
Un autre membre Oleg Joukov se joint à eux en 1992. Ils connaissent leur premier succès avec l'album Danse avec moi enregistré entre 1992 et 1996, et édité uniquement sur cassettes audio. En 1997, Alexeï Serov, un ancien camarade d'école de Nikolaï Timofeev rejoint la formation. Oleg Joukov décède d'une tumeur cérébrale le 9 février 2002, peu après avoir enregistré le clip publicitaire pour Pepsi-Cola. 

### Nouveau style
En 2011, le groupe sort l'album Недетское время (Nedetskoe vremya), caractérisé par un style plus electropop, et fait usage pour la première fois de l'Auto-Tune. L'album est publié en téléchargement libre.
Nikolaï Timofeev, un des créateurs du groupe, le quitte en juillet 2012. En 2012, une nouvelle chanteuse Anna Hohlova, ayant fait ses premiers pas avec GOODINI de Mikhaïl Tchertichtchev, intègre le groupe.

## Récompenses
En 2002, le groupe reçoit le prix du meilleur groupe russe aux MTV Europe Music Awards de 2002. Ils ont aussi reçu le « Gramophone d'or » (Золотой Граммофон) en 2001, 2002, et 2005[réf. nécessaire].

## Discographie

### Albums studio
- 1997 : Танцуй со мной
- 1999 : Марафон
- 1999 : Песня про тебя и меня
- 2000 : Все хиты: "Авария" против!
- 2000 : "Авария" против!
- 2001 : Маньяки
- 2002 : Х.Х.Х.И.Р.Н.Р. (H.H.H.&.R.N.R - Hip-Hop House & Rock-n-Roll)
- 2003 : Небо
- 2006 : Четверо парней
- 2008 : MP3
- 2009 : The Best
- 2011 : Недетское время
- 2014 : Девушка за рулём

### Singles
- 2000 : Небо
- 2001 : Яйца
- 2001 : Заколебал Ты!
- 2004 : Суровый рэп